# Elezioni parlamentari in Macedonia del 2006
Le elezioni parlamentari in Macedonia del 2006 si tennero il 5 luglio; videro la vittoria del Partito Democratico per l'Unità Nazionale Macedone di Nikola Gruevski, che divenne Primo ministro.

## Risultati
| Liste | Voti    | %     | Seggi |
| --- | ------- | ----- | ----- |
| Per una Macedonia Migliore (VMRO - LPM - SPM - DS - PDTM - SRM - SDAM - PVM - EPM - PZ - NDM - VDP - PDSRM - PNR) | 304 572 | 32,64 | 45    |
| Unione Socialdemocratica di Macedonia - Partito Liberal-Democratico                                               | 218 463 | 23,41 | 32    |
| Unione Democratica per l'Integrazione - Partito per la Prosperità Democratica                                     | 113 522 | 12,17 | 16    |
| Partito Democratico degli Albanesi                                                                                | 70 261  | 7,53  | 11    |
| VMRO - Partito Popolare                                                                                           | 57 077  | 6,12  | 6     |
| Nuovo Partito Socialdemocratico                                                                                   | 56 624  | 6,07  | 7     |
| Rinnovamento Democratico di Macedonia                                                                             | 17 364  | 1,86  | 1     |
| Partito per il Rinnovamento Economico                                                                             | 12 718  | 1,36  | –     |
| Partito Popolare Contadino di Macedonia                                                                           | 12 628  | 1,35  | –     |
| Partito per un Futuro Europeo                                                                                     | 11 255  | 1,21  | 1     |
| Alternativa Democratica                                                                                           | 11 067  | 1,19  | –     |
| Partito Socialdemocratico di Macedonia                                                                            | 8 226   | 0,88  | –     |
| Gruppo elettorale Pancho Minov                                                                                    | 6 008   | 0,64  | –     |
| Altri <0,50% | 33 304  | 3,57  | –     |
| Totale | 933 089 | 100   | 120   |